# Gimme Some
Gimme Some è il sesto album in studio del gruppo musicale svedese Peter Bjorn and John, pubblicato il 28 marzo 2011.

## Tracce
1. Tomorrow Has to Wait – 3:00
2. Dig a Little Deeper – 3:52
3. Second Chance – 4:15
4. Eyes – 2:55
5. Breaker, Breaker – 1:41
6. May Seem Macabre – 4:44
7. (Don't Let Them) Cool Off – 2:50
8. Black Book – 1:38
9. Down Like Me – 3:51
10. Lies – 3:13
11. I Know You Don't Love Me – 5:38

## Formazione
- Peter Morén – voce, chitarra, armonica
- Björn Yttling – voce, basso, tastiere
- John Eriksson – batteria, percussioni, voce